# Færgen Møn
M/F Møn var en dansk færge, der fra 1923 til 1933 besejlede ruten Kalvehave til Koster på Møn og fra 1938 til 2000 overfarten Kalvehave - Lindholm. Færgen Møn er formodentlig Danmarks ældste bevarede bilfærge, og den sidste nittede stålfærge.[kilde mangler]  Foreningen "Færgen Møns Venner" blev oprettet den 25. juni 2002. og i  februar 2005 får Venneforeningen  overdraget færgen af Landbrugsministeriet. Færgen er restaureret ved kajen i Stege Havn, som også er dens hjemhavn. 
Foreningen Færgen Møns Venner blev dannet i 2002 og tæller omkring 400 medlemmer, som overvejende har tilknytning til håndværk eller søfart. Mange af medlemmerne deltog aktivt  i istandsættelsen af færgen. Foreningens formål er at arbejde for en forskriftsmæssig restaurering af færgen med henblik på at bevare den som museumsskib og attraktion i lokalområdet. Hovedistandsættelsen blev afsluttet i 2004.
Færgen Møns nuværende besætning består af frivillige og ulønnede medlemmer og færgen sejler både i fast rutefart i turistsæsonen og som turbåd med specielle ture. Færgen udlejes endvidere til private ture.

## Færgens historie
Møn blev sat i drift i 1923 på  overfarten Kalvehave - Koster på Møn. 1926 var færgen blevet for lille, og amtet fik bygget færgen Koster, der dog kun var 1 fod længere. Senere i 1933 byggedes færgen Gudrun, der var på 84 fod og målte 100 BRT. Herefter blev Møn endelig taget ud af driften og fungerede som ekstrafærge. Senere blev den udlejet til Sølager - Kulhuse overfarten i Isefjorden.
1938 blev der behov for en større færge til Kalvehave - Lindholm overfarten og staten købte Møn af Amtet for 30.000 kr. Efter beslutningen om at bygge Dronning Alexandrines bro, blev M/F Møn overtaget af Landbrugsministeriet til brug for Virusinstituttet på Lindholm. Staten havde oprettet forsøgsstationen til bekæmpelse af mund- og klovsyge på Lindholm i 1925. Overfartstiden  Kalvehave - Lindholm var på omkring 20 minutter, og dagens første sejlads fandt sted kl. 7.00. Her medtoges gerne omkring 50 køer fra Lindholms stalde, der stadig ligger på østsiden af landgangsbroen i Kalvehave havn. Lastning og losning foregik hurtigt og effektivt. Efter rengøringen var færgen klar til at sejle dyrlæger, laboranter og andre medarbejdere fra Kalvehave til Lindholm kl. 7.45. I løbet af dagen blev der sejlet flere ture med dyr og varer, indtil medarbejderne skulle tilbage igen om eftermiddagen. Færgen sejlede 6 dage om ugen hele året rundt.
Færgen Møn var fast bemandet med 3 mand på de daglige ture. 
I 1987 anskaffede Virusinstituttet motorfærgen Ulfsund, og M/F Møn blev reservefærge. I dag betjenes Lindholm af færgen Virus, samt en hurtiggående motorbåd.
I sommeren 2014 sejlede færgen med omkring 4000 gæster. 
- 1940: Passagertallet ændres til 68.
- 1946: Der gives dispensation fra at have tre redningsflåder stående i stativer på dækket, idet der ellers ikke var plads nok til transport af kreaturer og hø/halm.
- 1964: Passagertallet udvides til 110 passagerer.
- 1969: Passagertallet udvides fra 110 til 140.
- 1969: Agterste rorstamme fornys.
- 1970: I forbindelse med et uheld i januar 1970 skæres der i skanseklædningen for flere lænseporte.
- 1971: Der installeres Halon brandslukningsanlæg i maskinrummet og lænse- og brandpumpen udskiftes.
- 1983: Der installeres VHF med dual watch.
- 1993: Der etableres nødudgange i dækket over opholdsrummene, der lå under dæk.
- 1994: Der etableres ekstra flugtveje i dækket i form af mandehuller.
- 2000: Færgen tages ud af normal drift.
- 2002: Venneforeningen oprettes 25. juni.
- 2005: Venneforeningen får færgen Møn overdraget til eje i februar.

- Færgen Møn i Ulvsund
- Færgen Møn
- Styrehuset
- Motorrummet
- Skibsmotoren
- Ankerspillet